# Trekanten
 For alternative betydninger, se Trekanten (flertydig). (Se også artikler, som begynder med Trekanten)
Trekanten el. Trianglen (Triangulum) er et stjernebillede på den nordlige himmelkugle.